# Cromogranina A
La cromogranina A o secrezione paratiroidea della proteina 1 è una proteina codificata dal gene CHGA, l'RNA del gene codifica per un membro della famiglia delle proteine secretorie dei granuli neuroendocrini, la cromogranina A viene accumulata nelle vescicole secretorie dei neuroni e delle cellule endocrine .

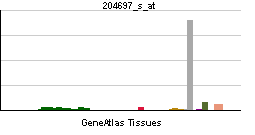
Pattern di espressione ad RNA

## Genetica
La cromogranina A nell'uomo viene codificata dal gene CHGA collocato sul cromosoma 14 14q31.3-31.2 a 92.46-92.47 Mb ; Nel topo il gene si ritrova sul cromosoma 12 murino 12qE a 102.96-102.97 Mb .

## Fisiologia
La cromogranina A viene scissa da una convertasi pro-ormone endogena in diversi frammenti peptidici  è quindi la proteina precorritrice di diversi peptidi funzionali compresa la vasostatina, la pancreastatina, la catestatina e la parastatina. Questi peptidi modulano negativamente la funzione neuroendocrina, inibiscono cioè la liberazione degli ormoni dai neuroni a trasmissione ormonale, tali proteine inibiscono la liberazione degli ormoni agendo direttamente sulla medesima cellula nella quale vengono prodotte o agendo sulle cellule vicine a quella di produzione.

## Marcatore tumorale
Elevati livelli di Cromogranina A vengono associati all'insorgenza del feocromocitoma.
Cromogranina A viene anche impiegata come indicatore per il cancro del pancreas, alla prostata e nella sindrome carcinoide. Si ritiene che potrebbe essere coinvolta nella progressione neoplastica precoce, tuttavia elevati livelli della proteina si riscontrano anche nei casi di diabete o nel caso di assunzione di farmaci inibitori di pompa protonica quali i gastroprotettori.